# Кырчовско
Кырчовско (болг. Кърчовско) — село в Болгарии. Находится в Кырджалийской области, входит в общину Кирково. Население составляет 190 человек.
Названо в честь просветителя Иоакима Кырчовского.

## Политическая ситуация
В местном кметстве Кырчовско, в состав которого входит Кырчовско, должность кмета (старосты) исполняет Ахмед Ибрахим Хасан (Движение за права и свободы (ДПС)) по результатам выборов правления кметства.
Кмет (мэр) общины Кирково —  Шукран Кязим Идриз (Движение за права и свободы (ДПС)) по результатам выборов в правление общины.